# Arawak

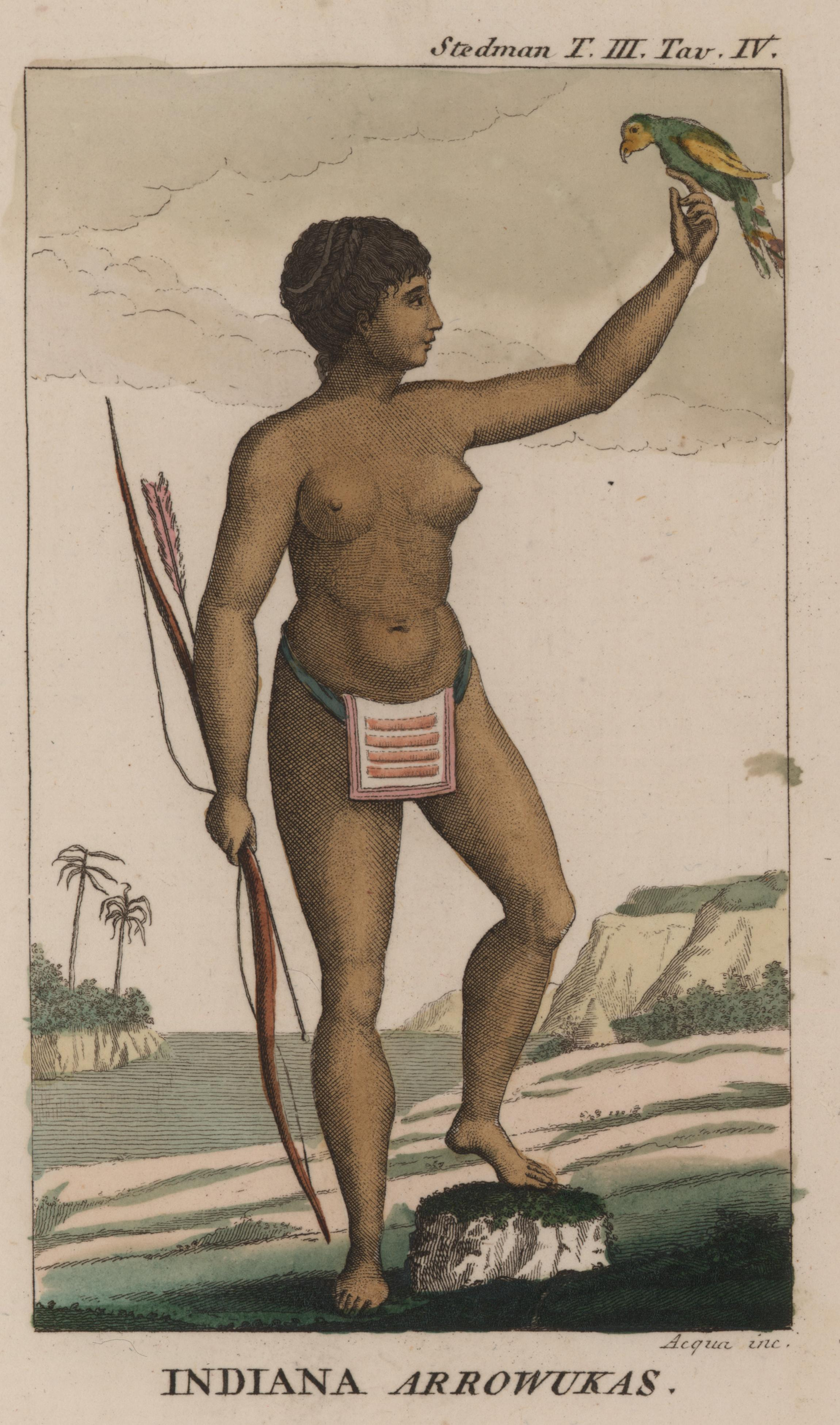
Arawak-Frau (Zeichnung von John Gabriel Stedman, 1818) mit Kweju als einziger Körperbedeckung

Die Arawak, Aruak oder Arawaken (aus dem Lokono aru „Maniok-Blüte“) waren ein indigenes Volk an der Nordküste Südamerikas. Die Arawak sind namensgebend für die arawakische Sprachen sprechenden Stämme, die sich in Teilen Südamerikas finden oder fanden.

## Bezeichnung
Die Bezeichnung wurde zunächst von den spanischen Kolonisten als Bezeichnung für die Taíno auf den Großen Antillen und Bahamas (Lucayan), die Nepoya und Suppoyo auf Trinidad und die Igneri auf den Kleinen Antillen sowie sprachverwandte Gruppen (einschließlich der Lokono) entlang der Nordostküste Südamerikas (auch Brasiliens) verwendet. Alle diese Völker sprachen eine Arawak-Sprache.

## Sprache
Ihre Sprache ist Arawakisch (ISO 639: ARW), das noch von 700 Menschen in Suriname und 1500 in Guyana gesprochen wird.

## Kult
Von besonderer Bedeutung war bei den Arawaken ein dreieckiger, eingekerbter, zemi („heilig“) genannter – wohl einen Berg bzw. Vulkan symbolisierender – Stein, der die hierarchische Position des Schutzgottes für jeden Haushalt bezeichnete, aber auch für Götter, Götterbilder, Verstorbene und die kosmischen Mächte stand. Ähnliche Symbole gab es in Haiti, Puerto Rico und der Dominikanischen Republik. Zemí entspricht in etwa dem Wak'a (huaca) in den Anden. Man verwendete das Symbol bei einem Ritual, bei dem rituelle Spezialisten mit einem Halluzinogen versetzten Tabak schnupften und in Trance die Zukunft weissagten, indem sie so mit dem zemí in Verbindung traten.

## Siedlungsgebiet
Heutzutage existieren Arawak-Ethnien nur noch auf dem amerikanischen Festland.
An der Karibikküste von Honduras, Guatemala und Belize sprechen etwa 130.000 Garifuna, welche aus der Vermischung von Inselkariben, den von diesen einst unterworfenen Igneri-Arawak und geflüchteten afroamerikanischen Sklaven entstanden sind, eine weiterentwickelte Form der Igneri-Sprache. Auf der Guajira-Halbinsel, die zu Kolumbien und Venezuela gehört, leben etwa 140.000 Wayuu, die zu den Arawak zählen.

## Geschichte

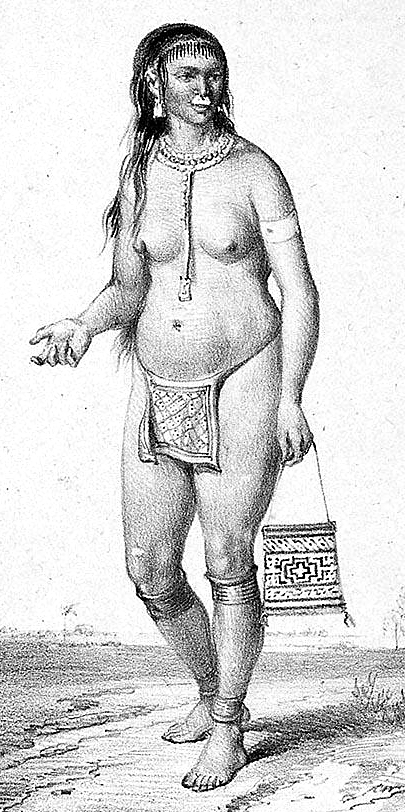
Arawak-Frau (Zeichnung, um 1830) mit Kweju

### Lebensweise vor 1500
Die Arawak lebten in dörflichen Kommunen und bauten unter anderem Getreide, Süßkartoffeln und Maniok an. Sie konnten z. B. spinnen und weben, hielten allerdings keine Nutztiere und verfügten über kein Eisen.

### Nach Ankunft der Spanier
Arawak und Kariben waren die ersten amerikanischen Völker, die in Kontakt mit Europäern kamen. Während die Kariben von den Spaniern als kriegerisch charakterisiert wurden, galten die Arawak als allgemein friedliebend. Kolumbus beschrieb sie als naiv und hielt im Logbuch fest: „Sie bieten jedem an [ihre Güter] zu teilen“. Erste Begegnungen mit dem Seefahrer in spanischen Diensten Christoph Kolumbus 1492 verliefen friedlich, die Arawak boten den Seefahrern laut dem Logbuch von Kolumbus unter anderem Baumwolle an, und die Seefahrer tauschten unter anderem Glasperlen ein.
Kolumbus brachte einige Arawak nach Spanien und schlug vor, die neu entdeckten Gebiete für Sklavenjagden zu nutzen. Die spanische Krone verbot zwar die Sklaverei, erlaubte aber die Dienstpflicht (encomienda) und konnte auch das brutale Vorgehen spanischer Kolonisten nicht verhindern. In den folgenden Jahren dezimierten kriegerische Auseinandersetzungen, Unterdrückung und vor allem die aus Europa und Afrika eingeschleppten Krankheiten die Zahl der Arawak auf den Inseln der Karibik drastisch. 1515 hatte sich ihre Zahl in Haiti von rund 250.000 auf geschätzt 50.000 reduziert, 1550 waren es noch rund 500 Menschen. Ein Bericht von 1650 stellte keine verbliebenen Arawak fest.
Dass es auf den Inseln vor allem in der Anfangszeit fast keine spanischen Frauen gab, förderte andererseits auch die (freiwillige oder erzwungene) Vermischung von Spaniern und Arawak-Frauen. Auf Hispaniola, Puerto Rico und anderen karibischen Inseln leben heute viele Nachkommen aus solchen Verbindungen.
Auf dem südamerikanischen Festland leben heute noch viele Arawak-Gruppen.